# Roemeense parlementsverkiezingen 1985

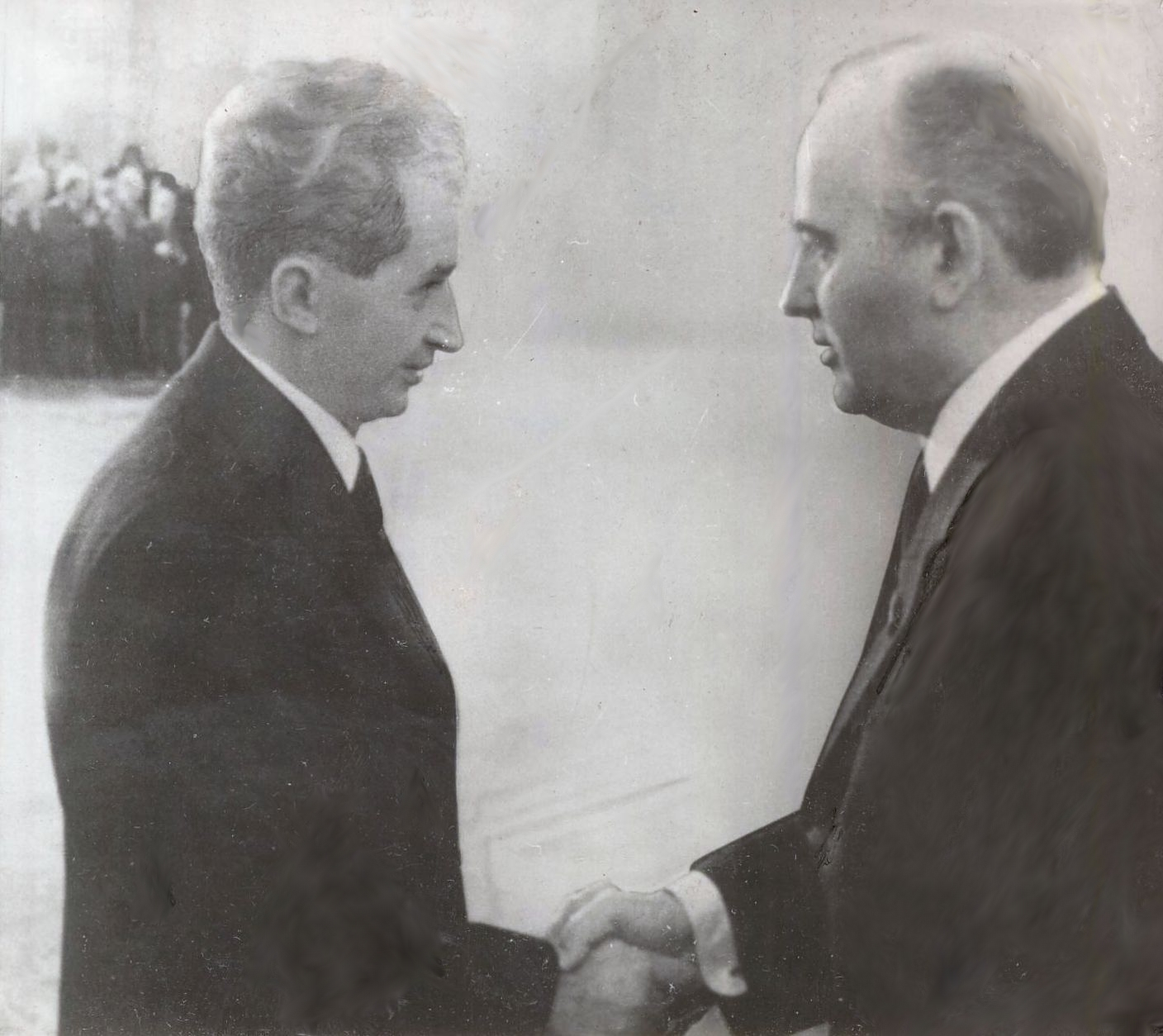
President Nicolae Ceaușescu (links) en met de leider van de Sovjet-Unie, Michail Gorbatsjov (rechts), tijdens een ontmoeting in 1985

De Roemeense parlementsverkiezingen van 1985 vonden op 17 maart van dat jaar plaats. De verkiezingen vonden plaats op basis van enkelvoudige kandidaatstelling en alleen leden van het door de communistische partij gedomineerde Front voor Democratische en Socialistische Eenheid (FDUS) mochten zich kandideren. Het Front kreeg bijna 99% van de stemmen.
De verkiezingen van 1985 waren de laatste verkiezingen onder het communistische regime. 

## Uitslag
| Coalitie                          | Stemmen    | %       | Zetels    |
| --------------------------------- | ---------- | ------- | --------- |
| Front voor Socialistische Eenheid | 15.375.522 | 97,73%  | 369 / 369 |
| Tegen                             | 356.573    | 2,27%   | —         |
| Totaal                            | 15.732.095 | 100,00% | 369       |
|                                   |            |         |           |
| Geldige stemmen                   | 15.732.095 | 100,00% |           |
| Blanco/ ongeldige stemmen         | 0          | 0,00%   |           |
| Totaal uitgebrachte stemmen       | 15.732.095 | 100,00% |           |
| Geregistreerde kiezers/ opkomst   | 15.733.060 | 99,99%  |           |
| Bron: Nohlen & Stöver, IPU        |            |         |           |

| Zeteldistributie naar sekse | Zeteldistributie naar sekse |
| --------------------------- | --------------------------- |
| Mannen                      | 242                         |
| Vrouwen                     | 127                         |
| Totaal                      | 369                         |
| Bron: IPU                   |                             |

| Zeteldistributie etnische minderheden | Zeteldistributie etnische minderheden |
| ------------------------------------- | ------------------------------------- |
| Hongaren                              | 7,3%                                  |
| Duitsers                              | 1,3%                                  |
| Totaal                                | 8,6%                                  |
| Bron: IPU                             |                                       |

## Nasleep
Na de verkiezingen werd Nicolae Ceaușescu op 28 maart 1985 door de Grote Nationale Vergadering (parlement) unaniem als voorzitter van de Staatsraad en president van de republiek herkozen. Het nieuwgekozen parlement koos ook de leden van de Staatsraad en de Raad van Ministers.

### Herverkiezing Ceaușescu als staatspresident
Nicolae Ceaușescu: 369 stemmen
Tegen: 0 stemmen